# Husky-Massiv
Das Husky-Massiv ist ein 2100 m hohes und 4 km langes Massiv im ostantarktischen Mac-Robertson-Land. In der Aramis Range der Prince Charles Mountains ragt es 10,5 km südwestlich des Mount Bewsher auf. 
Teilnehmer der Australian National Antarctic Research Expeditions sichteten ihn im Januar 1957 vom Mount Bewsher. Sie benannten es als Husky Dome in Erinnerung an ihre Schlittenhundegespanne. Das Antarctic Names Committee of Australia nahm 1970 eine Anpassung dieser Benennung vor, um der eigentlichen Natur des Objekts besser zu entsprechen.